# Desaparición de Philip Cairns
Philip Cairns (nacido el 1 de septiembre de 1973) desapareció en la tarde del 23 de octubre de 1986 cuando regresaba al colegio en el sur de Dublín. El escolar, de 13 años, salió de su casa en Ballyroan para volver a clase, pero no se le ha vuelto a ver desde entonces. Se llevó a cabo una investigación a gran escala, pero nunca se encontró rastro alguno del niño. Su desaparición se considera actualmente un caso de asesinato infantil de alto perfil, siendo el único incidente similar en Irlanda el asesinato de Robert Holohan en enero de 2005. Es una de las desapariciones más sonadas de la historia reciente de Irlanda.
La familia de Philip ha hecho numerosos llamamientos para obtener información. En 2007 se llevó a cabo una reconstrucción que posteriormente fue televisada en RTÉ One, y también se ha ofrecido una recompensa de 10 000 euros. El libro When Heaven Waits, publicado en 2007, incluía una entrevista con la madre de Philip. Nunca se ha detenido a nadie.

## Desaparición
Philip Cairns desapareció cuando volvía al colegio en Rathfarnham, suburbio del sur de Dublín. Había salido del instituto Coláiste Éanna a las 12:45 para ir a casa a comer. Una hora más tarde, salía de su domicilio para regresar a las clases.. Desde entonces no se ha confirmado ningún avistamiento del chico. Su familia cree que fue secuestrado por alguien que le conocía personalmente.
Al día siguiente de su desaparición, en su escuela se especulaba con que Philip había sido secuestrado por un "hombre malo" que le había ofrecido caramelos y le había hecho subir a una furgoneta.

## Investigación
Varios centenares de agentes de la Garda Síochána y buzos participaron en una búsqueda a gran escala por bosques, lagos, montañas y ríos cercanos. Se recurrió a la ayuda de videntes y clarividentes. Las empresas lecheras distribuyeron carteles. Los compañeros de clase de Cairns fueron entrevistados por la Gardaí en el colegio durante las vacaciones de mitad de curso de la semana siguiente.
Seis días después de su desaparición, dos chicas localizaron la mochila de Philip en un callejón cercano a su casa. Ya se había registrado el callejón y la mochila no estaba allí en ese momento. Se pensó que la mochila contenía pistas vitales, pero no se sabe nada de cómo llegó a estar en el callejón. Se cree que había sido dejada allí poco tiempo antes. Fue examinada por los forenses, pero no se encontraron pistas. En su interior había útiles escolares: bolígrafos, lápices, un cuaderno, un libro de matemáticas, un diario escolar y un estuche. Faltaban algunos libros de Philip, como uno de geografía y dos de religión. El examen forense no arrojó ninguna pista sobre el paradero de Philip. La policía precintó la bolsa y la guardó bajo llave en una caja fuerte.
Tras la desaparición del niño, se denunciaron más de 400 avistamientos. En uno de ellos, Philip fue visto supuestamente en Mánchester (Reino Unido) tras su desaparición. Todos los avistamientos se investigaron a fondo, pero ninguno condujo a Philip.
Los padres de Philip aparecían regularmente en las noticias y se aferraban a lo que ahora se ha convertido en una foto muy conocida de un Philip sonriente con su ropa de confirmación de chaqueta azul y escarapela roja. Esta foto se ha considerado precursora de la de la británica Madeleine McCann, desaparecida en Portugal 21 años después. Sin embargo, la familia, a diferencia de los McCann, ha sido relativamente reservada sobre su pérdida, hablando con los medios de comunicación en pocas ocasiones en los últimos 25 años. Sin embargo, la Gardaí ha elogiado a los medios de comunicación por ser un método probado para animar a la gente a aportar más información sobre el caso cada vez que se emite un llamamiento. La organización de residentes ACRA también lanzó una intensa campaña para intentar encontrar a Philip.
Los medios de comunicación se han hecho eco de varias teorías, la mayoría de las cuales han sido descartadas por los investigadores. En una de ellas, una mujer dijo a la policía que su pareja, un presunto pedófilo, había matado a Philip tras secuestrarlo. Más tarde se declaró que se trataba de una acusación falsa.
Los detectives de la comisaría de Rathfarnham llevan varios años investigando de nuevo la desaparición de Philip Cairns. En los años transcurridos desde la desaparición se han llevado a cabo varios registros de terrenos, a menudo sin informar a los medios de comunicación.
En octubre de 2006, la familia Cairns hizo un llamamiento para recabar información con motivo del vigésimo aniversario de la desaparición y afirmó que no había perdido toda esperanza de encontrarlo con vida. También se celebró una misa especial para conmemorar la ocasión. Se hizo otro llamamiento para recabar información tras el vigésimo primer aniversario de la desaparición de Philip en 2007, cuando se supo que más de 50 personas se habían puesto en contacto individualmente con los investigadores y habían aportado nuevas líneas de investigación.
Ese mes se emitió una reconstrucción de la ruta escolar típica de Philip en la serie de televisión Crimecall de RTÉ One y el Irish Crimestoppers Trust ofreció una recompensa de 10 000 euros por información. En un día, más de 80 personas se habían puesto en contacto con la Gardaí o Crimestoppers en lo que se describió como una "respuesta tremenda".
En mayo de 2009, los investigadores registraron una zona privada y boscosa del sur de Dublín, cerca de un club de golf situado en la autopista M50. El 6 de mayo, se acordonó la zona y se limpió la vegetación. Se utilizaron equipos especializados y técnicas de examen con la punta de los dedos para intentar detectar indicios de movimiento de tierra. Ese mismo mes se llevó a cabo un segundo registro a unos 50 metros de distancia.
Una anciana de Dublín declaró a la Gardaí que Cairns había sido asesinado y posteriormente enterrado en ambos lugares. Dijo que un hombre con el que había mantenido una relación tiempo antes había confesado haber matado a Philip. A pesar de la participación de geofísicos, ambas búsquedas resultaron ser un fracaso. Dicho sujeto vivía en Rathfarnham, y no pudo ser acusado debido a la falta de pruebas.

### Investigación de 2016
En mayo de 2016, una mujer se puso en contacto con la Gardaí para decirles que sospechaba que el ex DJ y pedófilo convicto Eamonn Cooke había matado a Philip Cairns. La Gardaí le interrogó e informó de que había confirmado algunos detalles, pero no había revelado la ubicación del cuerpo de Philip. Murió en junio de 2016.
En agosto de 2016 se anunció que las muestras de ADN tomadas de la mochila escolar de Philips no coincidían con Cooke, pero este no había sido descartado como sospechoso. Gardaí también trató de identificar a dos personas que podrían haber dejado la mochila escolar de Philips en el callejón.